# Finsko na Zimních olympijských hrách 1960
Finsko na Zimních olympijských hrách 1960 v Squaw Valley reprezentovalo 48 sportovců, z toho 42 mužů a 6 žen. Nejmladším účastníkem byl Niilo Halonen (19 let, 65 dní), nejstarší pak Eevi Huttunenová (37 let, 184 dní). Reprezentanti vybojovali 8 medailí, z toho 2 zlaté, 3 stříbrné a 3 bronzové.

## Medailisté
| Medaile | Jméno                                                        | Sport           | Disciplína               |
| ------- | ------------------------------------------------------------ | --------------- | ------------------------ |
| Zlato   | Kalevi Hämäläinen                                            | Běh na lyžích   | Muži 50 km               |
| Zlato   | Toimi Alatalo Veikko Hakulinen Väinö Huhtala Eero Mäntyranta | Běh na lyžích   | Muži - štafeta 4 x 10 km |
| Stříbro | Antti Tyrväinen                                              | Biatlon         | Muži 20 km               |
| Stříbro | Veikko Hakulinen                                             | Běh na lyžích   | Muži 50 km               |
| Stříbro | Niilo Halonen                                                | Skoky na lyžích | Střední můstek (K90)     |
| Bronz   | Veikko Hakulinen                                             | Běh na lyžích   | Muži 15 km               |
| Bronz   | Toini Pöysti Siiri Rantanen Eeva Ruoppa                      | Běh na lyžích   | Ženy - štafeta 3 x 5 km  |
| Bronz   | Eevi Huttunenová                                             | Rychlobruslení  | Ženy 3000 m              |